# Erich Weinert
Erich Weinert, né le 4 août 1890 à Magdebourg et mort le 20 avril 1953 à Berlin-Est, est un écrivain et poète allemand, membre du Parti communiste d'Allemagne (KPD). Figure de la résistance antifasciste allemande, il a été président du comité national pour une Allemagne libre.

## Biographie
Erich Bernhard Gustav Weinert naît en 1890 à Magdebourg dans une famille aux convictions social-démocrates. Après un apprentissage de mécanicien de 1905 à 1908, il fréquente l’École d’art appliqué de Magdeburg de 1908 à 1910, puis, de 1910 à 1912, la Königliche Kunstschule à Berlin où il passe son examen de professeur de dessin.

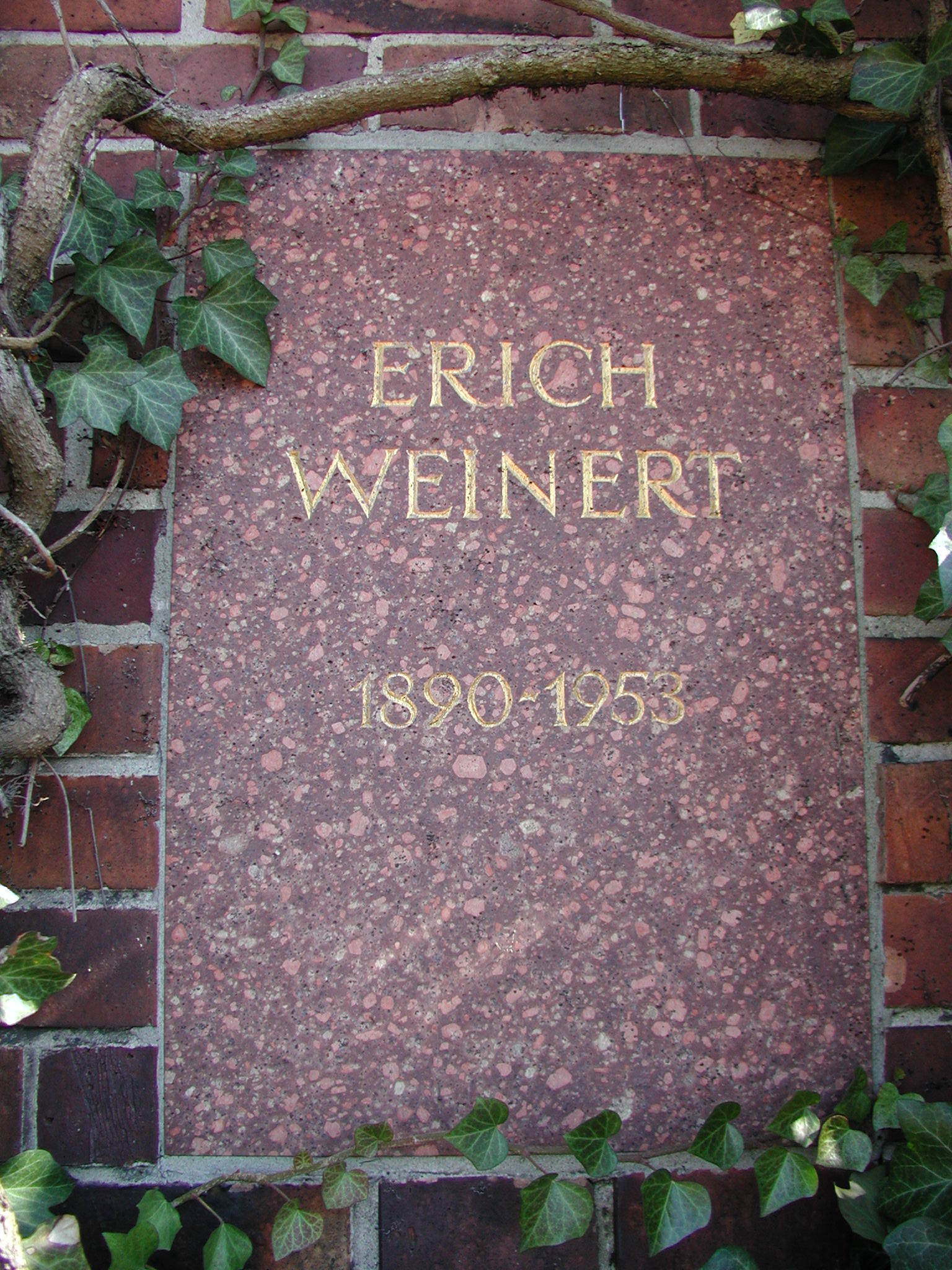
Tombe d'Erich Weinert au cimetière central de Berlin-Friedrichsfelde (Mémorial des Socialistes).

Il est enrôlé dans l'armée en 1913 et participe à la Première Guerre mondiale en tant qu'officier. Après la guerre, il enseigne le dessin et publie ses premiers poèmes satiriques. Il se produit ensuite au cabaret Retorte (La cornue) de Leipzig comme acteur et récitant. En 1923, il est engagé au cabaret Kü-Ka (Künstler-café) à Berlin. Il publie ses œuvres dans des revues de gauche et communistes, telles l'Arbeiter Illustrierte Zeitung, Die Welt am Abend, Lachen links,.
En 1928, il est élu à la direction de l'Association des écrivains prolétariens révolutionnaires (Bund proletarisch-revolutionärer Schriftsteller), dont il est l'un des fondateurs et adhère au Parti communiste d'Allemagne l'année suivante. 
Il est plusieurs fois « interdit de parole » (Redeverbot) en Prusse à la fin de la République de Weimar. Toutefois, il parvient à se produire en public, sous le pseudonyme de Erwin. À partir de 1930, il travaille en collaboration avec Hanns Eisler et Ernst Busch. C'est ainsi notamment que son poème Der heimliche Aufmarsch est mis en musique par Eisler et chanté par Busch. 
Dès la prise du pouvoir par les nazis, Weinert s'exile en Suisse, puis à Paris, en France, pour se rendre finalement en Union soviétique. De 1937 à 1939, il fait partie des brigades internationales lors de la guerre civile espagnole, où il est correspondant de guerre. Réfugié en France en 1939, il est interné au camp de Saint-Cyprien et, une fois libéré, retourne en URSS.
Après l'attaque de l'Allemagne contre l'URSS, Weinert se range du côté des Soviétiques et mène des actions de propagande pour encourager les soldats de la Wehrmacht à abandonner leurs postes en utilisant des méthodes telles que des poèmes imprimés sur des affichettes jetées derrière les lignes allemandes ou au moyen de la radio.
En 1943, il est élu président du Comité national pour une Allemagne libre dont il est cofondateur. Il publie son journal de guerre sous le titre Memento Stalingrad en 1943. Deux nouvelles, Mort pour la patrie et Opportunité, paraissent en 1942.
En 1946, il revient en Allemagne dans un état maladif. Il est malgré tout actif en tant que vice-président de l'Administration centrale de l'éducation nationale dans la zone d'occupation soviétique. En reconnaissance de son travail, il reçoit le prix national en 1949 et 1952. Il est également élu au poste de membre de l'Académie allemande des arts. Il continue à publier des œuvres jusqu'à sa mort à l'âge de 62 ans en 1953.

## Œuvres
- Affentheater. Gedichte, Leon Hirsch Verlag, Berlin, 1925
- Rufe in die Nacht. Gedichte aus der Fremde 1933–1943, Volk und Welt, Berlin, 1950
- Memento Stalingrad. Ein Frontnotizbuch, Volk und Welt, Berlin, 1951
- Camaradas. Ein Spanienbuch., Volk und Welt, Berlin, 1952
- Gesammelte Werke (9 tomes), 1955–1960.
- Gesammelte Gedichte (7 tomes), 1970–1987
- Der verbogene Zeitspiegel
- Der Gottesgnadenhecht und andere Abfälle
- Der heimliche Aufmarsch
- Der unzüchtige Zille
- Des reichen Mannes Frühlingstag
- John Schehr und Genossen
- Das Nationalkomitee Freies Deutschland 1943–1945, Rütten & Loening, Berlin, 1957.
- Poesiealbum 5, Verlag Neues Leben, Berlin, 1968